# Tenuopus zverevi
Tenuopus zverevi är en tvåvingeart som beskrevs av Grichanov 1996. Tenuopus zverevi ingår i släktet Tenuopus och familjen styltflugor. Inga underarter finns listade i Catalogue of Life.